# Rue Guibal (Marseille)
 (février 2022).
Si vous disposez d'ouvrages ou d'articles de référence ou si vous connaissez des sites web de qualité traitant du thème abordé ici, merci de compléter l'article en donnant les références utiles à sa vérifiabilité et en les liant à la section « Notes et références ».
Pour les articles homonymes, voir Guibal et Rue Guibal.
La rue Guibal est une voie marseillaise.

## Situation et accès
Cette voie en ligne droite se trouve à cheval entre les quartiers de Saint-Charles et la Belle de Mai, situés respectivement dans les 1er et 3e arrondissements de Marseille et marque leur limite sur toute sa longueur. Elle démarre à l’intersection avec le boulevard National et la rue Honnorat en prolongement de l’axe de cette dernière, longe en grande partie les voies de la gare de Marseille-Saint-Charles par le nord, passe sous le pont de la ligne de Marseille-Saint-Charles à Marseille-Joliette et se termine à l’intersection avec la rue Jobin et le tunnel de la rue Bénédit.

## Origine du nom
La rue doit son nom aux Messageries Guibal, qui possédaient en ces lieux leurs écuries.

## Historique
Anciennement dénommée « rue Mouren », la voie est classée dans la voirie de Marseille le 9 novembre 1860. Le nom de Guibal apparaît pour la première fois dès 1860 dans l’indicateur marseillais. En 1880, on peut lire Remise de A. Lassave, successeur de A. et E. Guibal. Il en va de même pour l’impasse éponyme.

## Bâtiments remarquables et lieux de mémoire
- À l’angle avec la rue Clovis-Hugues se trouve le siège des archives municipales de Marseille.
- Au numéro 21 se trouve le centre interdisciplinaire de conservation et de restauration du patrimoine de Marseille, chargé de conserver les œuvres d’art.
- Au numéro 37 se trouve le pôle média de la Belle de Mai, qui occupe depuis 2004 un ancien bâtiment de la manufacture des tabacs de Marseille. Il accueille le tournage des scènes du feuilleton télévisé Plus belle la vie de France 3 se déroulant au quartier imaginaire du Mistral. S’y trouve aussi le siège local de l’INA.
- À l’intersection avec la rue Jobin et la rue Bénédit se trouve la friche Belle de Mai.